# 부르봉양시칠리아 공주 마리아 카롤리나
부르봉양시칠리아 공주 마리아 카롤리나(Princess Maria Carolina of Bourbon-Two Sicilies, 2003년 6월 23일 ~ )는 이탈리아의 사교계 인사, 모델, 소셜 미디어 인플루언서이다. 그녀는 논란이 많은 보르보네두에시칠리에가의 수장인 카스트로 공작 카를로 왕자의 장녀이자 상속녀이다.